# El cementerio de los pájaros
El cementerio de los pájaros (en català El cementiri dels ocells) és una obra de teatre de Antonio Gala, estrenada en Bilbao el 8 de setembre de 1982.

## Argument
Amb l'intent de cop d'estat del 23-F com a teló de fons, els germans Deogracias i Nicodemo Aguayo, les seves respectives esposes, Emilia i Martina i la neta Laria ofegats per la pressió que sobre els quatre exerceix Juan Bautista el pare d'ells planegen el seu assassinat i el duen a terme.

## Estrena
- Direcció: Manuel Collado.
- Escenografia: Gerardo Vera.
- Intèrprets: Irene Gutiérrez Caba (Emilia), Encarna Paso, Miguel Ayones, Gabriel Llopart, Manuel de Blas, Emma Suárez.
- Regidor d'Escena: Jesús Morgado